# Pasajul Englez
El Pasajul Englez (en català: Passatge anglès) és un passatge al centre de Bucarest (Romania). El passatge es troba entre la Calea Victoriei i la Strada Academiei.

## Orígens
El 1855, el joier Joseph Resch, que havia arribat de Viena el 1837, va fer construir una casa al cor de Bucarest. La casa, dissenyada per l'arquitecte Ernst Wolsch, estava situada a la Calea Victoriei, davant de la zona on posteriorment es construiria el Teatre Nacional. La casa va ser descrita com a "imponent" de 3 pisos i una torre del rellotge al terrat.

## Història
La casa es va vendre el 1885 a Grigore Eliade, fill d'un ric hostaler, que la va convertir en l'"Hotel anglès" (Hotelul English). Els mobles i accessoris de l’hotel van ser importats de Londres. Durant la conversió, el passatge es va construir des de Calea Victoriei fins al carrer Academiei. El passatge es va construir seguint la línia d'altres passatges que estaven de moda a les capitals d'Europa occidental de l'època. El passatge és alt (l'edifici té planta baixa i tres pisos superiors) però estret i cobert amb un sostre de vidre sobre un marc metàl·lic. La majoria de les habitacions de l’hotel es trobaven al llarg del passatge. A banda i banda del passatge, hi ha balcons metàl·lics amb finestres darrere.
L'edifici va conservar la seva funció d’hotel només uns anys. Les habitacions eren massa petites per resistir la competència d'altres hotels més nous i es van convertir en un prostíbul de luxe. Les finestres dels balcons de dalt eren adequades perquè les dones de la nit es mostressin a la clientela que passava pel passatge. El passatge va permetre un accés més discret per als clients que preferien no ser vistos a Calea Victoriei entrant en una casa de barrets. Durant la seva joventut, Panait Istrati va treballar-hi una estona com a servent (cap al 1904). Entre els famosos clients del bordell hi havia el rei Carol II i l'escriptor Alexandru Paleologu. El bordell va funcionar fins al 1947, quan va ser tancat per les autoritats comunistes, que van prohibir la prostitució. L'ambient del lloc va servir d'inspiració a Mateiu Caragiale per a Craii de Curtea-Veche. L'edifici es va convertir llavors en apartaments.

## Temps moderns
El pas és difícil de trobar perquè les entrades tenen només dos metres d’alçada. El passatge es descuida i els balcons metàl·lics estan rovellats. Els pisos superiors de l'edifici s'utilitzen per a habitatge social amb algunes botigues i tallers a la planta baixa. Hi ha hagut propostes per reformar i reurbanitzar el passatge.

## Ubicació de la pel·lícula
El passatge anglès s’ha utilitzat per a diverses pel·lícules, inclòs el Niu de vespes dirigit per Horea Popescu i Dràcula II: Ascensió dirigida per Patrick Lussier. 